# Žabčice
Žabčice település Csehországban, a Brno-vidéki járásban. Žabčice Pohořelice, Přibice, Vranovice, Unkovice, Nosislav és Přísnotice településekkel határos. Lakosainak száma 1661 fő (2024. január 1.).

## Népesség
A település lakosságának változását az alábbi diagram mutatja:
| Lakosok száma | 692  | 744  | 855  | 1138 | 1424 | 1460 | 1628 | 1636 | 1630 | 1661 |
|               | 1869 | 1890 | 1921 | 1950 | 1980 | 2001 | 2017 | 2019 | 2022 | 2024 |